# فرانسيس هوارد
فرانسيس هوارد (بالإنجليزية: Frances Howard)‏ هي ممثلة أمريكية، ولدت في 4 يونيو 1903 في أوماها في الولايات المتحدة، وتوفيت في 2 يوليو 1976 في بيفرلي هيلز في الولايات المتحدة بسبب سرطان.

## وصلات خارجية
- فرانسيس هوارد على موقع IMDb (الإنجليزية)
- فرانسيس هوارد على موقع قاعدة بيانات برودواي على الإنترنت (الإنجليزية)
- فرانسيس هوارد على موقع قاعدة بيانات الفيلم (الإنجليزية)